# George Burnham
George Burnham (ur. 28 grudnia 1868 w Londynie, zm. 28 czerwca 1939 w San Diego) – amerykański polityk, członek Partii Republikańskiej.

## Działalność polityczna
W okresie od 4 marca 1933 do 3 stycznia 1937 przez dwie kadencje był przedstawicielem nowo utworzonego 20. okręgu wyborczego w stanie Kalifornia w Izbie Reprezentantów Stanów Zjednoczonych.